# Cylisticus caprariae
Cylisticus caprariae là một loài chân đều trong họ Cylisticidae. Loài này được miêu tả khoa học năm 1978 bởi Ferrara & Taiti.